# غابة عشوائية
الغابة العشوائية أو الغابات العشوائية (بالإنجليزية: Random forest)‏ عبارة عن خوارزمية للتعلم الآلي تم تطويرها بناءً على مجموعة من أشجار القرار. تستخدم هذه الخوارزمية للتصنيف، الانحدار ومهام أخرى. عادةً ما تتمتع خوارزمية الغابة العشوائية بدقة أفضل مقارنة بشجرة القرار.

## تاريخ
أول شخص ابتكر خوارزمية الغابة العشوائية كان تيم هو في 1995. تم تحسين هذه الخوارزمية بواسطة ليو بريمان.

## طريقة
لإنشاء غابة عشوائية، يجب تقسيم البيانات إلى مجموعات جزئية عشوائية متعددة. ثم يتم تدريب شجرة لكل مجموعة جزئية. سيكون لكل شجرة تنبؤها الخاصة لكل مثال جديد قادم. سيتم تحديد التنبؤ النهائي للنموذج عن طريق التصويت.

## أهمية المتغيرات
يمكن لخوارزمية الغابة العشوائية ترتيب المتغيرات بناءً على أهميتها. الصيغة الأساسية لتقييم الأهمية هي نفس صيغة شجرة القرار (على سبيل المثال الانتروبيا أو معامل جيني). الفرق الوحيد هو أنه سيتم حساب متوسط درجات الأهمية للأشجار المختلفة.